# ليفان أروشيدزه
ليفان أروشيدزه Levan Aroshidze (ولد في 9 يوليو 1985 في تبليسي) لاعب شطرنج جورجي يحمل لقب أستاذ كبير.
- فاز ببطولة العالم تحت 10 سنوات في عام 1995.
- فاز بدورة مدينة أولوت المفتوحة للشطرنج، التي أقيمت في أولوت في إسبانيا، مشاركة مع اللاعب خورخي غونزالس رودريغيز.
- بلغ أفضل تصنيف إيلو خاصته 2582 نقطة في مايو 2012.
- بلغ تصنيف إيلو خاصته 2516 نقطة في يناير 2018.

## روابط خارجية
- ليفان أروشيدزه على موقع الاتحاد الدولي للشطرنج (الإنجليزية)
- ليفان أروشيدزه على موقع مباريات الشطرنج (الإنجليزية)
- ليفان أروشيدزه على موقع 365Chess.com (الإنجليزية)
- ليفان أروشيدزه على موقع Chesstempo.com (الإنجليزية)